# S. Sivasubramanian
S. Sivasubramanian (n. 1937 – d. 14 iunie 2019) fost un politician indian, membru al Adunării Legislative a Tamil Nadu din 1989. Sivasubramanian a fost, de asemenea, membru al parlamentului indian.